# Ярослав ІІІ Всеволодович (Великий князь київський)
Яросла́в Все́володович (8 лютого 1191 — 30 вересня 1246) — син князя Всеволода Велике Гніздо, князь Переяславський, князь Новгородський, князь Владимиро-Суздальський, великий князь Київський (1236—1238, 1246).
Брав участь у боротьбі з литовцями та в міжусобних війнах руських князів. У 1220—1230-х роках кількаразово княжив у Новгороді та в 1238—1246 роках у Владимирі над Клязьмою. Воював за Київ з Володимиром Рюриковичом, Данилом Романовичем (Галицьким), Михайлом Всеволодовичем та іншими князями.

## Біографія

### Молоді роки
1201 року у віці 11 років посланий батьком княжити у Переяславі-Руському. У 1206 році здійснив невдалу спробу заволодіти Галичем після смерті князя Романа Мстиславича. У відповідь київський князь Всеволод Святославич Чермний вигнав Ярослава з Переяслава і посадив туди свого сина Михайла.
У 1208 році брав участь у поході суздальських князів на Рязань та тимчасово став намісником свого батька у Рязані. 1215 року призваний новгородцями на княжіння після походу Мстислава Удатного на Галич. В цей ж час одружився з однією з дочок Мстислава. Після смерті Всеволода Велике Гніздо отримав в уділ Переяслав-Залєський. Підтримував свого брата Юрія у боротьбі за владу на Владимиро-Суздальщині, та разом з ним був розбитий у Липицькій битві.

### Князювання в Новгороді та Києві
У 1222 році знову став новгородським князем. В цей час чудь (ести) розорили землі біля Нарви та в Інгрії, литовці спустошували новгородсько-смоленське прикордоння біля Торопця. 1223 році старійшини естів прибули з дарунками та грошима до Ярослава Всеволодовича, просячи допомоги проти Лівонського ордена таданських намісників. За цим Ярослав сплюндрував Естляндію, захопивши Дерпт і Одемпе, але зазнав невдачі біля Ревелю. Невдача зі взяттям Ревеля спонукала Ярослава Всеволодовича залишити Новгород, попри вмовляння новгородців. Вони звернулися до володимирського князя.
У 1225 році під Усвятом розбив литовців, які повертались після набігу на Торжок та Торопець. В 1226 році повернувся до Новгороду. Ярослав Всеволодович і новгородці взимку 1226/1227 року розорили землі ємі, захопивши великий полон. У 1227 році Ярослав за погодженням з володимирським великим князем Юрієм Всеволодовичем хрестив карел. Ймовірно, з актом хрещення карел пов'язана також вогненна кара чотирьох волхвів в 1227 році на «Ярославовому дворі» у Новгороді. Влітку 1228 року ємь напала на ладозьке узбережжя у відповідь на похід Ярослава 1227 року. Ладожани на чолі з посадником Володиславом, не чекаючи новгородців, перемогли ємь біля Олонца. У 1228 році Ярослав готував великий похід на Ригу, для чого зібрав величезне військо, призначивши тисяцьким В'ячеслава Прокшинича. Псковичі, дізнавшись про це, уклали мир з Лівонським орденом і відмовилися брати участь у поході. Ярослав вимушений був скасувати похід. 1228 року через ці невдачі поступився князівством в Новогороді Михайлові Всеволодовичу Чернігівському.
У січні 1229 року брав участь у поході на чолі із братом Юрієм Всеволодовичем на «Пургасову волость» мордви. У 1231 році в союзі з братами воював проти чернігівців після чого Новгород знову повернувся під контроль Юрійовичів. 1232 року знову був учасником великого походу на мордву.
У 1236 році в розпал міжусобної боротьби в Русі раптово зайняв Київ, що на деякий час припинило князівські міжусобиці. Дізнавшись про загибель брата, Юрія Всеволодовича, у битві з монголами на річці Сіть, на початку 1238 року вернувся на Суздальщину та став княжити у Владимирі.

### Монгольська навала
У роки навали Батия на суздальську землю (1237—1238) Ярослав Всеволодович, його син Олександр і молодші брати Ярослава не чинили значного опору татарам. В цей ж час, 1239 року ходив на Смоленськ, який був захоплений Литвою та відбив його у загарбників.
1243 року їздив до хана Золотої Орди Батия, визнав себе монгольським васалом та отримав ярлик на Велике княжіння Владимирське.
Взимку 1245/1246 року Ярослава Всеволодовича викликано до Великого хана Ґуюка в Каракорум (Монголія), де згодом його було отруєно.
Саме у ставці хана князя зустрів папський легат Джованні Да Плано Карпіні який у процесі переговорів схилив його прийняти католицтво, про що він пише у своїй «Історії Монголів, яких ми називаємо татарами». Про цей факт також відомо з листа папи Інокентія IV до сина Ярослава, Олександра Невського від 23 січня 1248 р. Як повідомляє О.І. Тургенєв, папа посилається у листі на повідомлення Карпіні щодо Ярослава, який вирішив «смиренно служити римської церкви, матері своїй» і приніс обітницю папському легату.

## Сім'я та діти
Діти:
- Федір (1220—1233), князь Новгородський, помер у віці 13 років
- Олександр Невський (1221—1263), князь переяславль-залєський, новгородський, великий князь владимирський
- N син (1222—1238), князь тверський
- Андрій (1225—1264), князь суздальський, великий князь владимирський
- Михайло Хоробрит (1226—1248), князь московський, великий князь владимирський
- Данило (1227—1256)
- Ярослав (1229—1271), князь тверський, великий князь владимирський
- Костянтин (1231—1255), князь галич-мерський
- Афанасій (1239)
- Марія (1240)
- Василій Квашня (1241—1276), князь костромський, великий князь владимирський
- Ульяна (1243)

Брат: Іван Всеволодович Каша (1197 або 1198 р.н.), князь Стародубський (1237—1247).